# Joseph Aké Yapo
Joseph Aké Yapo (Memni, 11 aprile 1951) è un arcivescovo cattolico ivoriano, dal 4 ottobre 2023 arcivescovo emerito di Gagnoa.

## Biografia

### Formazione e ministero sacerdotale
Dopo aver frequentato i seminari di Bingerville e di Yopougon ha studiato teologia presso il seminario maggiore di Anyama ed è stato ordinato sacerdote il 9 luglio 1978.
Successivamente ha completato gli studi di lettere presso studiato l'università di Abidjan e di Sacra Scrittura al Pontificio Istituto Biblico di Roma.
È stato nomimato docente al seminario di Bingerville e al Pontificio Istituto Biblico.
Dal 1994 al 1997 è stato segretario della Conferenza episcopale della Costa d'Avorio.

### Ministero episcopale
Il 2 giugno 2001 papa Giovanni Paolo II lo ha nominato vescovo ausiliare di Abidjan e vescovo titolare di Castello di Tatroporto.
Ha ricevuto l'ordinazione episcopale il 2 settembre 2001 dalle mani del cardinale Bernard Agré, co-consacranti l'arcivescovo di Korhogo Auguste Nobou e il vescovo di Grand-Bassam Paul Dacoury-Tabley.
Il 21 luglio 2006 viene nominato vescovo di Yamoussoukro.
Dal 2008 al 2011 è stato presidente della Conferenza dei vescovi cattolici della Costa d'Avorio.
Il 22 novembre 2008 è stato promosso da papa Benedetto XVI arcivescovo metropolita di Gagnoa. Ha ricevuto il pallio il 29 giugno 2009.
Il 4 ottobre 2023 papa Francesco ha accolto la sua rinuncia al governo pastorale dell'arcidiocesi di Gagnoa.

## Genealogia episcopale
La genealogia episcopale è:
- Cardinale Scipione Rebiba
- Cardinale Giulio Antonio Santorio
- Cardinale Girolamo Bernerio, O.P.
- Arcivescovo Galeazzo Sanvitale
- Cardinale Ludovico Ludovisi
- Cardinale Luigi Caetani
- Cardinale Ulderico Carpegna
- Cardinale Paluzzo Paluzzi Altieri degli Albertoni
- Papa Benedetto XIII
- Papa Benedetto XIV
- Papa Clemente XIII
- Cardinale Bernardino Giraud
- Cardinale Alessandro Mattei
- Cardinale Pietro Francesco Galleffi
- Cardinale Filippo de Angelis
- Cardinale Amilcare Malagola
- Cardinale Giovanni Tacci Porcelli
- Papa Giovanni XXIII
- Cardinale Bernard Yago
- Cardinale Bernard Agré
- Arcivescovo Joseph Yapo Aké